# Chris Taub
Christopher Michael Taub, chiamato comunemente Chris Taub, è un personaggio fittizio della serie TV statunitense Dr. House - Medical Division, interpretato da Peter Jacobson. È un chirurgo plastico, ed uno degli assistenti del protagonista Gregory House a partire dalla quarta stagione.

## Caratteristiche
Taub è un chirurgo plastico. Durante le selezioni di House per scegliere la nuova squadra è stato il numero 39. Egli è inizialmente criticato dagli altri candidati per la sua specializzazione, ma successivamente ha dimostrato di essere piuttosto intelligente, utilizzando la sua specializzazione per aiutare House ad "aggirare le regole" in molte occasioni. Quando, per esempio, in Una donna vera House non riesce a capire come fare una biopsia senza allarmare i funzionari della NASA o l'ospedale, Taub propone di coprire la necessaria operazione chirurgica con un'operazione di ingrandimento del seno, permettendo così a Chase di scoprire la causa del malessere.
Ne Il patto sociale dice a House di giocare a racquetball con Wilson anche se non è vero, perché trova che possa essere utile il fatto che un primario gli debba un favore; House sospetta che menta, ma Taub non cede finché il diagnosta lo costringe a giocare a racquetball contro il muro dell'obitorio, mentre gli racconta ciò che è emerso dagli ultimi test. Dopo aver rovesciato uno scaffale e dimostrato di non saper giocare, accetta di rivelare la verità e di fare il doppio gioco per il capo.
Sempre nello stesso episodio il paziente, colpito da una disinibizione del lobo frontale, cioè dall'incapacità di tenere per sé tutto ciò che pensa, anche le cose molto imbarazzanti, fa osservazioni pungenti sul suo naso, cosa che in parte lo ferisce, dimostrando che tiene abbastanza al suo aspetto.
In Vieni micina Taub manifesta delle preoccupazioni economiche, dovute al cambio di lavoro e di paga e ad alcuni investimenti sbagliati; inoltre ha dei problemi con House, che si vendica con lui perché ha confutato una sua teoria e lo ha accusato di essere stato raggirato dalla finta crisi della paziente, cosa in seguito rivelatasi vera. In ospedale incontra un vecchio amico e gli cura un mal di testa (l'amico aveva consultato altri tre dottori senza successo) e inizia a farsi tentare dalla proposta di questi: ben inserito, gli offre un posto ben remunerato nella sua azienda e l'assistente di House prepara il denaro necessario per entrare nella società. Dà il suo ultimo saluto ad House che lo ammonisce: «Vanno tutti pazzi per i danesi, portali domani, quando torni». Una volta nell'azienda scopre che il suo amico è un truffatore, che ha raccontato la stessa storia a molte persone intascando i loro risparmi e in realtà era un semplice centralinista, ora sotto custodia: tra lo sbalordito e lo spaventato, è contento di non aver ancora versato i soldi al suo amico e ritorna da House (con le ciambelle promesse).
Nell'episodio successivo House minaccia Taub, dicendo che, visto che voleva licenziarsi, probabilmente non tiene al proprio lavoro: se durante la diagnosi non avrà un'ottima idea, verrà cacciato. Taub tiene molto al proprio lavoro e ha un'ottima intuizione, che aiuta a risolvere il caso e che lo fa benvolere dal paziente, ma il capo sembra non tenerne conto; la diagnosi finale viene trovata da Kutner, ma il chirurgo si prende il merito per l'idea geniale del collega per non venire licenziato. Kutner, invece di denunciarlo a House, lo appoggia nella sua menzogna; il diagnosta lo scopre, ma non lo licenzia, dicendo che, se è disposto a mentire, significa che il lavoro per lui è ancora importante.
Sempre nello stesso episodio dice: «Forse non è vero che non sopporto House. È che non sopporto il vero, autentico terrore che mi prende quando vado a lavorare, ogni giorno».
In Una spiegazione semplice, a differenza degli altri personaggi, reagisce duramente al suicidio di Kutner, in quanto pensa che uccidersi sia un gesto stupido: per questo cerca di ignorarlo, non visita i genitori del defunto, preferendo occuparsi della paziente, e non va al funerale dell'amico; alla fine dell'episodio, però si abbandona in un pianto. Tuttavia, sempre nello stesso episodio, si scopre che Taub aveva tentato, in passato, di suicidarsi.
In Genitore per caso dichiara di essere gruppo sanguigno 0, ovvero donatore universale, e dona il proprio sangue alla paziente.

## Rapporti coi personaggi

### House
Ha dimostrato di essere l'assistente con la maggiore forza di volontà per contrastare House, arrivando persino a contestarlo direttamente in presenza del padre di un paziente (in Brutto) e rischiando di essere estromesso dal caso; in Una spiegazione semplice, inoltre, finge di essere d'accordo con House nella sua idea di assecondare un paziente che vuole lasciarsi morire per donare organi alla moglie morente, per poi "denunciare" la cosa alla consorte, impedendo così il trapianto. È stato, assieme a Kutner, uno dei due assistenti scelti dalla Cuddy per la squadra di House, sostenendo che con le sue conoscenze e con la sua natura combattiva sarebbe riuscito a tenere sotto controllo House.
Spesso si riferisce a House come ad "un pazzo" e non approva le sue cure; in Eventi avversi si scontra con il capo, che lo aveva fatto spiare; si dimostra molto infastidito dalle frecciate del diagnosta sui suoi tradimenti.

### La moglie
In Brutto è emerso che ha lasciato il campo della chirurgia plastica dopo aver avuto una relazione con un'infermiera, costretto dai suoi colleghi, che lo hanno ricattato barattando il loro silenzio con le sue dimissioni. Quando House gli chiede il motivo per cui egli ha preso questa scelta drastica, ha semplicemente risposto: «Io amo mia moglie».
Nonostante abbia rinunciato alla chirurgia plastica per salvare il suo matrimonio, Taub dimostra una propensione anche per future trasgressioni dicendo ad House: «Certe persone si fanno di pasticche, io tradisco. Ognuno ha i suoi vizi». Il paziente con la sindrome dello specchio lo mostra molto attratto dalla personalità dominante di Amber. Nell'episodio Ad ogni costo Taub rivela di essere ebreo, anche se nell'episodio Non cambiare mai si definisce non praticante.
Nella quinta stagione Taub, dopo aver sospettato di tradimento la moglie Rachel, che aveva aperto un conto corrente segreto (con cui voleva in realtà fargli una sorpresa regalandogli la sua automobile preferita), preso dai sensi di colpa rivela l'adulterio e quindi il motivo del suo cambiamento di lavoro. Nonostante ciò, secondo quanto detto da Taub, la moglie non sembra voglia rompere il matrimonio, ma è aperta al dialogo.
Dopo una breve situazione di crisi in cui la moglie costringe Taub a dormire sul divano, alla fine dell'episodio Il prurito sembra trionfare l'amore, infatti quella notte lei va ad abbracciare il marito che dorme sul divano e sembra averlo perdonato. Ne Il bene più grande si scopre che desidera avere un figlio, ma la moglie è contraria.
Nell'episodio Aperto e chiuso, della sesta stagione, Taub ricomincia a tradire Rachel perché nonostante la ami, non riesce a essere diverso da quello che è. Le cose si complicano nella settima stagione, quando Rachel inizia a comunicare con un uomo in una chat line. Infatti la moglie si confida di più con quest'uomo di quanto non faccia con Chris, cosa che infastidisce il medico. Nell'episodio Il coraggio delle piccole cose Taub , capendo di non essere un buon marito e che non riesce a rendere felice Rachel, le concede il divorzio. Nel finale di stagione si vede che nonostante la rottura Taub e Rachel continuano ad avere dei rapporti sessuali; in contemporanea Chris frequenta anche una giovane infermiera dell'ospedale. Come afferma Foreman ciò è solo la manifestazione dell'egoismo di Taub il quale si rifiuta di chiudere con Rachel solo perché non vuole che lei vada avanti con la sua vita. Alla fine Rachel rivela a Taub di aspettare un bambino da lui, cosa che rende tutto complicato, visto che anche l'infermiera che lui frequentava è rimasta incinta del medico.
Nell'ultima stagione si ritrova padre di due figlie avute da due donne diverse e questo segna la definitiva rottura del suo rapporto con Rachel: nell'episodio Genitori si vede Rachel insieme ad un nuovo compagno.